# Retamar (Almería)
Retamar (o Retamar-El Toyo) es una localidad y pedanía española del municipio de Almería. Las zonas de Retamar y El Toyo se unieron tras la construcción de esta última para los XV Juegos Mediterráneos. Está situada a unos 13 km del centro del núcleo urbano principal, llegando desde Almería por la autovía AL-12 y desde la autovía del Mediterráneo por la N-344. Cuenta con un campo de golf y cinco establecimientos hoteleros de cuatro estrellas. También se sitúa cerca de Retamar el Aeropuerto de Almería y el parque natural del Cabo de Gata-Níjar.

## Geografía de Retamar
Retamar discurre a través de una fina franja alargada, con unos tres kilómetros de longitud en dirección norte-sur y sólo unos cientos de metros de anchura en dirección este-oeste. El trazado de la urbanización es paralelo a la Rambla del Agua, terminando en el mar Mediterráneo. Su construcción y desarrollo se inició en los años 1960, época en la que se empezaban a sentar las bases del turismo en España.

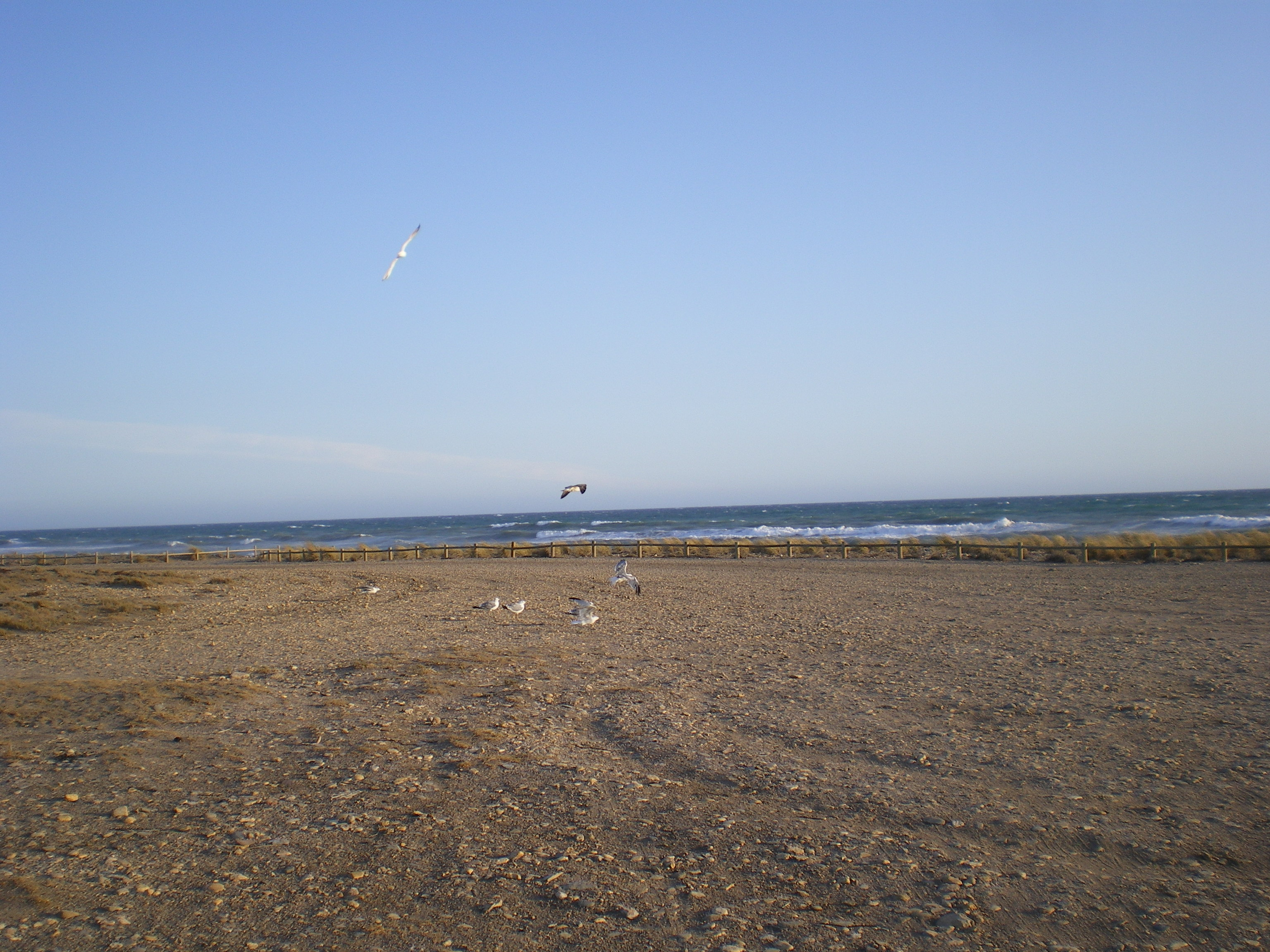
Playa de Torregarcía en Retamar.

Retamar se divide en tres partes: norte, centro y sur.
1. En Retamar Norte, separada del resto por la carretera N-344, podemos encontrar urbanizaciones de chalets y un local de restauración. Todas las edificaciones son de una sola planta y con grandes zonas ajardinadas privadas. 
2. En Retamar Centro hay dos zonas diferenciadas, la más grande de chalets aislados de una planta, con jardines y piscinas particulares, y grandes zonas verdes comunes con zonas recreativas, y otra zona de mayor densidad de población, con edificaciones tipo dúplex, generalmente sin terreno anexo, y mayor densidad constructiva. Aquí se encuentra una de las zonas de servicios de la urbanización, con la Iglesia, restaurantes, cafeterías, pubs, tiendas, peluquerías, etc.
3. Por último, Retamar Sur, separada de Retamar Centro por la carretera de Cabo de Gata, con una zona de chalet semejante a la zona Centro y urbanizaciones de apartamentos en edificios de poca altura y duplex. Conforme nos acercamos a la playa, vamos encontrando los negocios típicos de las zonas turísticas, como restaurantes, heladerías, cafeterías, bazares, etc.
El Paseo Marítimo de Retamar tiene alrededor de 600 metros de longitud y da acceso a una amplia playa de arena fina, aunque algo pedregosa, pero tranquila y con servicios de duchas, vigilancia, chiringuitos, etc.
Al este de la urbanización, y separado del mismo por la Rambla del Agua, comienza el parque natural del Cabo de Gata-Níjar, que cuenta con algunas de las playas de mayor calidad del litoral mediterráneo como Las Salinas, Monsul, Los Genoveses, Los Escullos, Las Negras y multitud de pequeñas calas con gran encanto paisajístico.
Al oeste, linda con el parque de Alborán, el cual sirve de linde con la vecina urbanización de El Toyo.

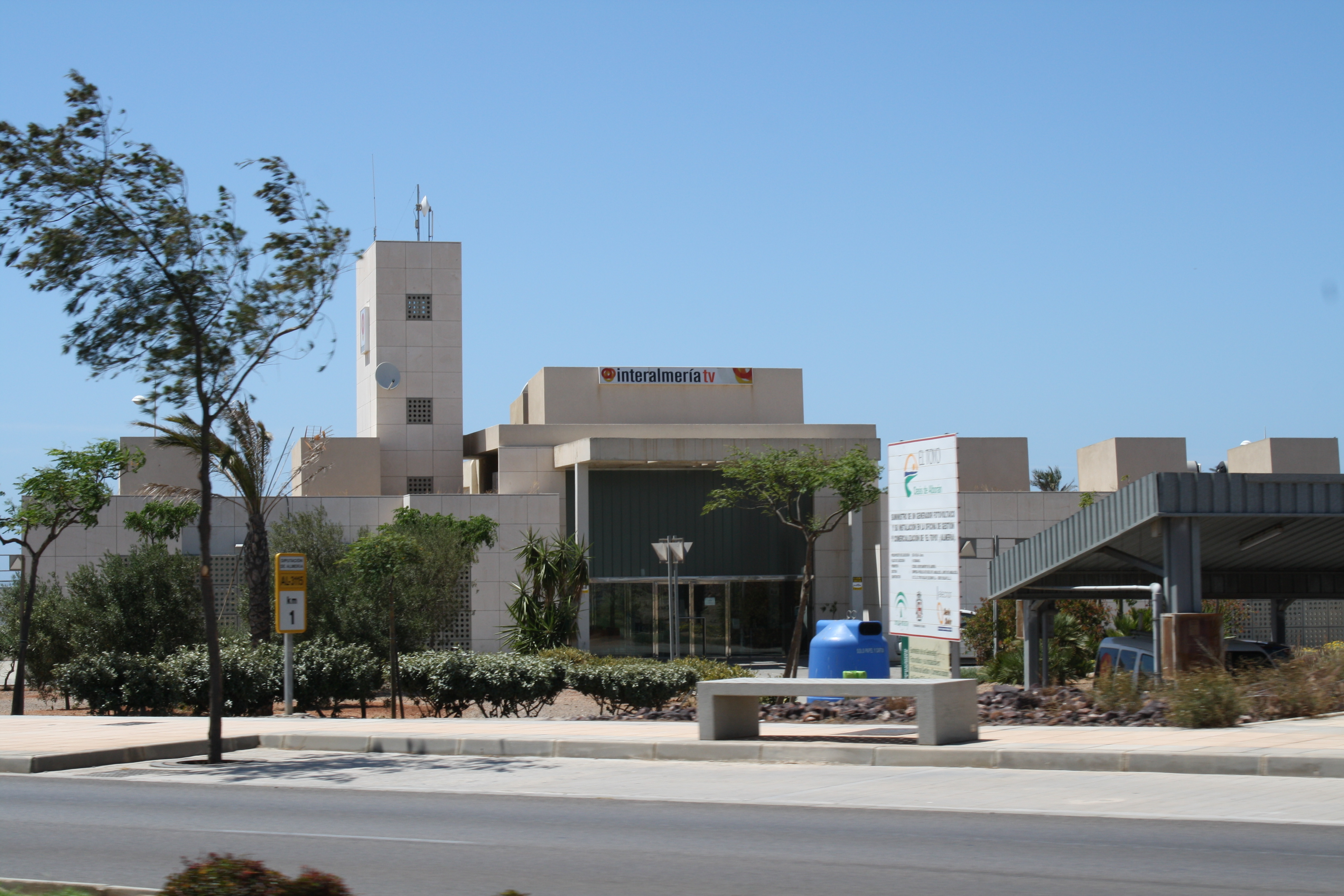
Instalaciones de Interalmería TV en El Toyo.

## El Toyo
El Toyo es una urbanización anexa a Retamar. Es un proyecto iniciado en 2005 para acoger las instalaciones de la villa olímpica de los  XV Juegos Mediterráneos. 
El Toyo discurre en paralelo a Retamar Centro y Sur, situándose al oeste de dicha urbanización. Está en proyecto el desarrollo de El Toyo II que será una ampliación hacia el oeste de la actual malla urbana.
El Toyo fue diseñado con la intención de ser un referente urbanístico en la provincia, con una muy baja densidad de población, grandes zonas verdes con vegetación autóctona, recogida de residuos neumática y subterránea, un gran paseo marítimo con miradores sobre el mar y un campo de golf. Sin embargo estos objetivos no se han realizado completamente, ya que El Toyo ha tenido problemas para impulsar su crecimiento debido a la poca demanda real de vivienda.
Su tipología es de edificaciones de apartamentos de varias alturas con piscinas y pistas deportivas en sus recintos privados rodeando al campo de Golf, y en el centro de este, hay una zona destinada a villas de lujo. Por último, en la zona más cercana a la costa, existen varios hoteles de cuatro y cinco estrellas.
Todo El Toyo está recorrido por una red de carriles-bici y cuenta con un paseo marítimo a modo de parque litoral mediterráneo y una zona de ocio, la Plaza del Mar, con varios locales dispuestos en torno a una laguna artificial situada algunos metros sobre el nivel del mar.
Su diseño paisajístico está basado en el uso de elementos de flora autóctona, como lo son palmitos, acebuches, romeros y algarrobos, a los que se suman otros de uso tradicional en Almería, como ficus y araucarias. Aunque la selección de estas plantas ha contribuido a dar cierto valor estético al ajardinamiento, el efecto neto es que no ha contribuido a crear zonas de sombra suficientes que permitan disfrutar de los amplios paseos que surcan la urbanización, especialmente en los días tórridos tan frecuentes en la ciudad de Almería. A esto se suma el exceso de poda que se realiza a los árboles que sí podrían  proporcionar algo de sombra, como lo es la que se practica a ficus y lagunarias.
También se encuentran en El Toyo algunos edificios de uso público, como las instalaciones de Interalmería TV, la cadena de televisión local pública, un colegio público, además del edificio Polivalente, construido para los Juegos del Mediterráneo 2005, que cuenta con un Centro deportivo y Zona de Congresos, y el Hospital de Alta Resolución El Toyo.
En la actualidad destaca la creciente oferta de ocio basada en deportes de aventura, tales como kayaks, submarinismo, senderismo, etc.

## Transporte
A la pedanía llegan cuatro líneas de autobús urbano, que la conectan con la ciudad, y otra línea de autobús interurbano de Alsa, que la conecta con Cabo de Gata.
|                                                                                      | Surbus Ir a la base de datos | Surbus Ir a la base de datos | Surbus Ir a la base de datos | Surbus Ir a la base de datos | Surbus Ir a la base de datos |
| Línea                                                                                | Trayecto                     | Horario 1 Laborables         | Horario 2 Sábados            | Horario 3 Festivos           | Frecuencia 1/2/3             |
| ------------------------------------------------------------------------------------ | ---------------------------- | ---------------------------- | ---------------------------- | ---------------------------- | ---------------------------- |
|                                                                                      | Circular Levante             | 6:40 a 21:57                 | (sin servicio)               | (sin servicio)               | 90'/SS/SS                    |
|                                                                                      | Centro-Hospital de El Toyo   | 6:25 a 22:10                 | 6:35 a 22:30                 | 6:35 a 22:45                 | 50´/90´/ 90´                 |
|                                                                                      | Almería-Aeropuerto-Retamar   | 6:25 a 22:10                 | 6:35 a 22:30                 | 7:00 a 15:10                 | 30´ó 45´/25´ó 45´/ 90´ó 105´ |
|                                                                                      | Retamar directo              | 6:25 a 15:30                 | (sin servicio)               | (sin servicio)               | 1h 20m´/SS/ SS               |
| - La frecuencia y el horario se refire a: Laborables / Sábados / Domingos y festivos |                              |                              |                              |                              |                              |